# Lista planetelor minore: 95001–96000
| Nume                                            | Denumire provizorie                             | Data descoperirii                               | Locul descoperirii                              | Descoperitor(i)                                 |                                                 |                                                 |                                                 |                                                 |                                                 |                                                 |                                                 |                                                 |                                                 |                                                 |                                                 |                                                 |                                                 |                                                 |                                                 |                                                 |                                                 |                                                 |                                                 |                                                 |                                                 |                                                 |                                                 |                                                 |                                                 |                                                 |                                                 |                                                 |                                                 |                                                 |                                                 |                                                 |                                                 |                                                 |                                                 |                                                 |                                                 |                                                 |                                                 |                                                 |                                                 |                                                 |                                                 |                                                 |                                                 |
| 95001–95100 Lista planetelor minore/95001–95100 | 95001–95100 Lista planetelor minore/95001–95100 | 95001–95100 Lista planetelor minore/95001–95100 | 95001–95100 Lista planetelor minore/95001–95100 | 95001–95100 Lista planetelor minore/95001–95100 | 95101–95200 Lista planetelor minore/95101–95200 | 95101–95200 Lista planetelor minore/95101–95200 | 95101–95200 Lista planetelor minore/95101–95200 | 95101–95200 Lista planetelor minore/95101–95200 | 95101–95200 Lista planetelor minore/95101–95200 | 95201–95300 Lista planetelor minore/95201–95300 | 95201–95300 Lista planetelor minore/95201–95300 | 95201–95300 Lista planetelor minore/95201–95300 | 95201–95300 Lista planetelor minore/95201–95300 | 95201–95300 Lista planetelor minore/95201–95300 | 95301–95400 Lista planetelor minore/95301–95400 | 95301–95400 Lista planetelor minore/95301–95400 | 95301–95400 Lista planetelor minore/95301–95400 | 95301–95400 Lista planetelor minore/95301–95400 | 95301–95400 Lista planetelor minore/95301–95400 | 95401–95500 Lista planetelor minore/95401–95500 | 95401–95500 Lista planetelor minore/95401–95500 | 95401–95500 Lista planetelor minore/95401–95500 | 95401–95500 Lista planetelor minore/95401–95500 | 95401–95500 Lista planetelor minore/95401–95500 | 95501–95600 Lista planetelor minore/95501–95600 | 95501–95600 Lista planetelor minore/95501–95600 | 95501–95600 Lista planetelor minore/95501–95600 | 95501–95600 Lista planetelor minore/95501–95600 | 95501–95600 Lista planetelor minore/95501–95600 | 95601–95700 Lista planetelor minore/95601–95700 | 95601–95700 Lista planetelor minore/95601–95700 | 95601–95700 Lista planetelor minore/95601–95700 | 95601–95700 Lista planetelor minore/95601–95700 | 95601–95700 Lista planetelor minore/95601–95700 | 95701–95800 Lista planetelor minore/95701–95800 | 95701–95800 Lista planetelor minore/95701–95800 | 95701–95800 Lista planetelor minore/95701–95800 | 95701–95800 Lista planetelor minore/95701–95800 | 95701–95800 Lista planetelor minore/95701–95800 | 95801–95900 Lista planetelor minore/95801–95900 | 95801–95900 Lista planetelor minore/95801–95900 | 95801–95900 Lista planetelor minore/95801–95900 | 95801–95900 Lista planetelor minore/95801–95900 | 95801–95900 Lista planetelor minore/95801–95900 | 95901–96000 Lista planetelor minore/95901–96000 | 95901–96000 Lista planetelor minore/95901–96000 | 95901–96000 Lista planetelor minore/95901–96000 | 95901–96000 Lista planetelor minore/95901–96000 | 95901–96000 Lista planetelor minore/95901–96000 |
| ----------------------------------------------- | ----------------------------------------------- | ----------------------------------------------- | ----------------------------------------------- | ----------------------------------------------- | ----------------------------------------------- | ----------------------------------------------- | ----------------------------------------------- | ----------------------------------------------- | ----------------------------------------------- | ----------------------------------------------- | ----------------------------------------------- | ----------------------------------------------- | ----------------------------------------------- | ----------------------------------------------- | ----------------------------------------------- | ----------------------------------------------- | ----------------------------------------------- | ----------------------------------------------- | ----------------------------------------------- | ----------------------------------------------- | ----------------------------------------------- | ----------------------------------------------- | ----------------------------------------------- | ----------------------------------------------- | ----------------------------------------------- | ----------------------------------------------- | ----------------------------------------------- | ----------------------------------------------- | ----------------------------------------------- | ----------------------------------------------- | ----------------------------------------------- | ----------------------------------------------- | ----------------------------------------------- | ----------------------------------------------- | ----------------------------------------------- | ----------------------------------------------- | ----------------------------------------------- | ----------------------------------------------- | ----------------------------------------------- | ----------------------------------------------- | ----------------------------------------------- | ----------------------------------------------- | ----------------------------------------------- | ----------------------------------------------- | ----------------------------------------------- | ----------------------------------------------- | ----------------------------------------------- | ----------------------------------------------- | ----------------------------------------------- |

| Predecesor: 94001–95000 | Lista planetelor minore 95001–96000 Semnificații ale numelor: 95001–96000 | Succesor: 96001–97000 |